# Armoriale dei comuni della provincia di Padova

Stemma della Provincia di Padova

Questa pagina contiene le armi (stemmi e blasonature) dei comuni della Provincia di Padova.
| Stemma | Comune e blasonatura | Gonfalone                                                                   |
| ------ | --- | --------------------------------------------------------------------------- |
|        | Abano Terme Di rosso, ad un drago alato di verde, camminante su di una colonna d'argento, col capitello rivolto in alto e posto in banda. D.P.R. del 12 ottobre 1951 Gonfalone: Partito di rosso e di verde… D.P.R. del 1º dicembre 1952 |                                                                             |
|        | Agna Di rosso, alla torre d'argento, merlata alla guelfa e caricata della parola AMNIA, piantata su un piano roccioso emergente da una superficie di acqua d'azzurro, ondata di argento. R.D. del 15 maggio 1924 Gonfalone: drappo tagliato d'azzurro e di rosso |                                                                             |
|        | Albignasego Di verde, al bue d'oro rampante. Ornamenti esteriori da Comune. R.D. del 7 gennaio 1938, RR.LL.PP. dell'11 febbraio 1941 Gonfalone: drappo di verde… |                                                                             |
|        | Anguillara Veneta Inquartato: nel primo e nel quarto, d'oro, al traino di carro con le sue quattro ruote, posto in palo, il timone in alto, il tutto di rosso; nel secondo e nel terzo, di argento, alle due anguille di nero, ondeggianti in palo, una accanto all'altra. Ornamenti esteriori da Comune. D.P.R. dell'8 agosto 1994 Gonfalone: drappo partito di rosso e di giallo, riccamente ornato di ricami di argento e caricato dallo stemma sopra descritto con la iscrizione centrata in argento, recante la denominazione del Comune. D.P.R. dell'8 agosto 1994 |                                                                             |
|        | Arquà Petrarca Di rosso, alla croce latina d'argento, fondata su un monte naturale dello stesso, cimato da una corona d'alloro di verde. Ornamenti esteriori di Comune. DCG del 10 aprile 1930 Gonfalone: drappo di rosso… R.D. del 15 maggio 1930, RR.LL.PP. del 19 agosto 1932 |                                                                             |
|        | Arre D'azzurro, al grappolo di uva nera, accollato a tre spighe di grano, fruttate e fogliate d'oro, poste in palo. Ornamenti esteriori da Comune. D.P.R. del 15 marzo 1951 Gonfalone: drappo d'azzurro… D.P.R. del 15 marzo 1951 |                                                                             |
|        | Arzergrande D'argento, all'aquila di nero al volo spiegato, tenente fra gli artigli quattro frecce di rosso. Ornamenti esteriori da Comune. Gonfalone: drappo d'azzurro… R.D. dell'11 marzo 1937, RR.LL.PP. dell'8 aprile 1940 |                                                                             |
|        | Bagnoli di Sopra Di rosso, al grappolo d'uva rossa al naturale, pampinoso di due di verde e gambuto al naturale, posto nel punto d'onore, accompagnato in punta da tre spighe di frumento, gambute e fogliate d'oro, ordinate in palo una accanto all'altra. Sotto lo scudo su lista bifida e svolazzante di rosso, il motto: "EX HUMO PROSPERITAS" in caratteri lapidari romani d'oro. Ornamenti esteriori da comune. D.P.C.M. del 19 gennaio 1984 Gonfalone: drappo troncato di verde e di giallo riccamente ornato di ricami d'argento e caricato dello stemma sopra descritto con l'iscrizione centrata in argento: COMUNE DI BAGNOLI DI SOPRA. DPR del 19 gennaio 1984 |                                                                             |
|        | Baone D'azzurro, a tre monti nascenti da un fiume, il tutto al naturale. Ornamenti esteriori da Comune. R.D. del 21 giugno 1928, registrato alla Corte dei Conti il 17 luglio 1928, Reg. 7, Foglio 349 Gonfalone: drappo di azzurro riccamente ornato di ricami d'argento e caricato dello stemma comunale con l'iscrizione centrata in argento Comune di Baone. D.P.R. del 2 ottobre 1989 |                                                                             |
|        | Barbona D'azzurro, a tre spighe di grano d'oro, poste in banda, legate dallo stesso, alla bordura pure d'oro. Ornamenti da Comune. R.D. del 3 novembre 1932, registrato alla Corte dei conti il 22 novembre 1932, Reg. 10, Foglio 12 |                                                                             |
|        | Battaglia Terme D'azzurro, all'aquila dal volo abbassato d'argento, imbeccata e rostrata d'oro, tenente fra gli artigli un fascio romano d'argento, legato da due nastri decussati di rosso, posto in fascia, avvolgente la scure d'argento con la lama a sinistra e rivolta verso il basso. Lo scudo è sormontato da una corona d'oro gemmata a cinque fioroni visibili; lo stemma avvolto in un cartoccio d'oro barocco. Gonfalone: drappo d'azzurro… |                                                                             |
|        | Boara Pisani Troncato d'azzurro e d'argento, al leone rampante dell'uno nell'altro, coronato del corno dogale d'oro. Ornamenti esteriori da Comune. Gonfalone: drappo partito di azzurro e di bianco… D.P.R. del 10 febbraio 1953 |                                                                             |
|        | Borgoricco Inquartato: nel 1° d'oro, a tre fasce ondate d'azzurro; nel 2° d'azzurro, al castello d'oro, di due palchi, torricellato di un pezzo alla ghibellina, murato aperto e finestrato di nero; nel 3° di rosso, al leone d'argento; nel 4° d'argento, al graticolato di nero, caricato a sinistra di una croce in filetto dello stesso. Ornamenti esteriori da Comune. D.P.R. del 22 maggio 1970 Gonfalone: drappo d'azzurro… D.P.R. del 22 maggio 1970 |                                                                             |
|        | Bovolenta Partito: il primo, d'argento, al traino di carro con assali triangolari e con quattro ruote di sei raggi, il tutto di rosso, visto in proiezione e posto in palo; il secondo, d'azzurro, al castello di rosso, munito di due torri, la torre a destra più alta, il castello merlato alla guelfa, il fastigio di nove, la torre a destra di quattro, la torre a sinistra di tre, il castello finestrato di otto di nero, tre finestre nella torre a destra, una nella torre a sinistra, quattro nel corpo del castello, il castello chiuso dello stesso, fondato sulla campagna di verde, caricata dal sentiero ondato, posto in palo, scorciato, d'oro, unito alla porta del castello; il tutto accompagnato in capo dallo scudetto ellittico d'argento, alla croce di rosso, attraversante. Ornamenti esteriori da Comune Gonfalone: drappo di rosso… |                                                                             |
|        | Brugine Di azzurro, a due comete ondeggianti in fascia, la prima più corta, poste in capo, accompagnate sotto, verso il cantone sinistro della punta, da due stelle poste in sbarra, il tutto d'argento. Ornamenti esteriori da Comune. Gonfalone: drappo partito di bianco e d'azzurro… |                                                                             |
|        | Cadoneghe D'argento, alla fascia ondata d'azzurro, accompagnata in capo da tre stelle di rosso di sei raggi ordinate in fascia ed in punta da una stella dello stesso. Ornamenti esteriori da Comune. D.P.R. del 30 giugno 1963 Gonfalone: drappo partito d'azzurro e di rosso… |                                                                             |
|        | Campo San Martino D'argento, alla banda ondata d'azzurro, attraversata dalla ruota di molino, dentata di otto, d'oro, e accompagnata nel cantone sinistro del capo dalla spiga di grano, fogliata di due, posta in palo, al naturale. Ornamenti esteriori da Comune. Gonfalone: drappo d'azzurro… |                                                                             |
|        | Campodarsego Di rosso, a tre pali ondati d'argento. Ornamenti esteriori da Comune. R.D. del 7 gennaio 1938 Gonfalone: drappo partito di bianco e di rosso… R.D. del 7 gennaio 1938 |                                                                             |
|        | Campodoro D'oro pieno. Ornamenti esteriori da Comune. R.D. del 16 maggio 1940 Gonfalone: drappo d'azzurro… |                                                                             |
|        | Camposampiero D'argento, alla croce piana di rosso. D.C.G. del 25 luglio 1929 Gonfalone: drappo partito di rosso e di bianco… D.P.R. del 15 novembre 1955 |                                                                             |
|        | Candiana D'azzurro, alla coppia di buoi aggiogati all'aratro e guidata dal contadino, sopra il terrazzo, il tutto al naturale e sormontato da tre spighe di grano fruttate d'oro e legate d'argento. Ornamenti esteriori da Comune. Gonfalone: drappo d'azzurro… |                                                                             |
|        | Carceri Di azzurro, all'abazia al naturale, porticata e addestrata da un campanile, fondata sulla campagna di verde e sormontata da due spade d'argento, poste in croce di Sant'Andrea. Ornamenti esteriori da Comune. D.P.C.M. del 23 settembre 1958 Gonfalone: drappo partito di bianco e di azzurro… |                                                                             |
|        | Carmignano di Brenta Di rosso, alla croce d'argento. Ornamenti esteriori da Comune. Gonfalone: drappo di azzurro… |                                                                             |
|        | Cartura D'azzurro, alla campagna acquitrinosa al naturale, sostenente l'aratro d'oro, rivolto. Ornamenti esteriori da Comune. D.P.R. del 9 marzo 1962 Gonfalone: drappo partito d'azzurro e di giallo… D.P.R. del 9 marzo 1962 |                                                                             |
|        | Casale di Scodosia Di rosso, alla cornucopia riversata d'argento, ripiena di spighe e di frutta, al naturale, accompagnata in capo da due stelle di sei raggi d'oro, poste in fascia. Ornamenti esterni da Comune. R.D. del 24 giugno 1929 Gonfalone: drappo di verde, con la bordatura di rosso, riccamente ornato di ricami d'argento e caricato dallo Stemma Comunale con l'iscrizione centrata in argento, recante la denominazione del Comune. D.P.R. del 5 aprile 1995 |                                                                             |
|        | Casalserugo D'argento, al castello di rosso, sormontato da una croce scorciata dello stesso, fondato su un terreno, di verde, ristretto, ed accompagnato sotto da una fascia d'azzurro. Ornamenti esteriori da Comune. D.P.R. del 4 dicembre 1956 Gonfalone: drappo partito di bianco e d'azzurro, riccamente ornato di ricami d'argento e caricato dello stemma sopra descritto con la iscrizione centrata in argento: COMUNE DI CASALSERUGO. D.P.R. del 4 dicembre 1956 |                                                                             |
|        | Castelbaldo D'argento, al castello di rosso, torricellato di tre, la mediana più elevata, merlato alla guelfa, aperto e finestrato del campo. Ornamenti esteriori da Comune. D.P.R. del 4 febbraio 1963 Gonfalone: drappo partito di bianco e di rosso D.P.R. del 4 febbraio 1963 |                                                                             |
|        | Cervarese Santa Croce D'azzurro, alla torre quadrata d'argento, chiusa, finestrata e murata di nero (1), merlata di 5 alla guelfa e accostata da due querce d'oro, radicate su una collina di verde al naturale; il tutto abbassato ad un capo d'argento, caricato del leone di S. Marco d'azzurro. Ornamenti esteriori da Comune. D.P.R. del 3 dicembre 1976 Gonfalone: drappo partito di bianco e d'azzurro D.P.R. del 3 dicembre 1976 |                                                                             |
|        | Cinto Euganeo Partito: nel 1° di rosso, al castello d'argento, torricellato di un pezzo centrale, merlato alla guelfa, aperto e finestrato del campo, fondato su un monte al naturale; nel 2° d'argento, a tre bande di rosso. Ornamenti esteriori da Comune. Gonfalone: drappo partito di bianco e di rosso D.P.R. 15 novembre 1955 |                                                                             |
|        | Cittadella Di rosso, al castello addestrato da una torre, merlati entrambi alla guelfa, aperto e finestrato del campo, sinistrato da una bandiera d'oro. Ornamenti esteriori da Comune. D.C.G. 4 febbraio 1930; ora ha assunto quelli di città Gonfalone: drappo di rosso… Decreto di riconoscimento 30 aprile 1933 |                                                                             |
|        | Codevigo Tripartito in palo d'oro, d'azzurro e d'argento, il palo azzurro caricato di un pastorale d'oro, movente dalla punta dello scudo. R.D. del 12 agosto 1927, RR.LL.PP. del 23 febbraio 1928 Gonfalone: drappo di bianco… |                                                                             |
|        | Conselve D'argento, a sette losanghe di rosso, poste in banda. Ornamenti esteriori da Comune. DPR 8 maggio 1953 Gonfalone: drappo trinciato di bianco e rosso, riccamente ornato di ricami d'argento e caricato dello stemma comunale con l'iscrizione centrata in argento: COMUNE DI CONSELVE. D.P.R. 28 ottobre 1953 |                                                                             |
|        | Correzzola Partito: nel primo trinciato di oro e di rosso, a due ruote dell'uno nell'altro; nel secondo di azzurro, alla croce patriarcale d'oro. Ornamenti esteriori da Comune. R.D. del 10 aprile 1930, RR.LL.PP. dell'11 gennaio 1932 Gonfalone: drappo partito di azzurro e di giallo… Gonfalone in uso dal 1974. Il bozzetto non corrisponde a quello ufficiale contenuto nelle Lettere Patenti |                                                                             |
|        | Curtarolo D'azzurro, alla spiga di frumento, posta in palo; col capo di rosso, alla croce d'oro. Lo scudo sarà fregiato di ornamenti esteriori da Comune. R.D. del 25 aprile 1929, RR.LL.PP. del 18 luglio 1930 Gonfalone: drappo di giallo con la bordatura d'azzurro… D.P.R. dell'11 gennaio 2002 |                                                                             |
|        | Due Carrare D'argento, alle quattro ruote di otto raggi, unite al traino di carro mistilineo, con il timone all'insù, posto in palo, di rosso; al capo di rosso, caricato della corona all'antica di cinque punte visibili, d'oro. Ornamenti esteriori da Comune. Gonfalone: drappo di bianco con la bordatura di rosso… D.P.R. 3 febbraio 1998 |                                                                             |
|        | Este D'oro, al castello di rosso, torricellato di due pezzi dello stesso, merlato, ciascuno di sei pezzi, il muro del castello a forma di capriolo, merlato di tredici pezzi, è sormontato da una terza torre di rosso, più elevata e merlata di sette pezzi, il tutto murato e finestrato di nero, la porta aperta del campo, caricata di una croce latina di rosso e cimata dal Leone andante di San Marco d'oro. Lo scudo sarà bordato d'argento e cimato da corona ducale. Decreto del 26 maggio 1936 Gonfalone: drappo di giallo frangiato d'oro, alla croce latina di rosso, caricato nel canton destro superiore dello stemma civico… |                                                                             |
|        | Fontaniva D'azzurro, alla fontana d'oro, zampillante di due getti d'argento, sostenuta da due leoni d'oro, controrampanti ed abbeverantisi e fondati sulla pianura di verde. Ornamenti esteriori da Comune. Decreto di Riconoscimento del 9 giugno 1937 Gonfalone: drappo partito di bianco e di giallo… D.P.R. del 12 giugno 1984 |                                                                             |
|        | Galliera Veneta D'azzurro, alla vera da pozzo d'argento, sostenente due galli arditi e affrontati, al naturale. Ornamenti esteriori da Comune. D.P.R. del 24 novembre 1983 Gonfalone: drappo partito di bianco e d'azzurro riccamente ornato di ricami d'argento e caricato dello stemma sopra descritto con la iscrizione centrata in argento: Comune di Galliera Veneta. D.P.R. del 24 novembre 1983 |                                                                             |
|        | Galzignano Terme D'argento, all'albero al naturale movente dalla punta, munito di chioma e di quattro rami, due per parte; sul secondo dal basso a destra è posato l'uccello al naturale. Ornamenti esteriori da comune. D.P.R. del 20 giugno 1984 Gonfalone: drappo di bianco… D.P.R. del 20 giugno 1984 |                                                                             |
|        | Gazzo D'azzurro, all'albero di pioppo al naturale, nodrito su campagna di verde, accompagnato in capo da quattro stelle di sei raggi d'argento, ordinate in fascia; alla fascia d'argento attraversante. Ornamenti esteriori da Comune R.D. del 15 luglio 1928, RR.LL.PP. del 15 novembre 1928 Gonfalone: drappo interzato in fascia d'azzurro, di bianco e di verde… |                                                                             |
|        | Grantorto D'argento, allo scudo appuntato di rosso, ridotto in altezza, con il lembo superiore formato da due linee concave, caricato dalla croce d'argento, accompagnato in punta da due rami fogliati di verde, posti in decusse. Ornamenti esteriori da Comune. Gonfalone: drappo partito di rosso e bianco riccamente ornato da ricami d'argento. Con al centro l'iscrizione centrata in argento Comune di Grantorto, Le parti di metallo ed i cordoni sono argentati. L'asta verticale sarà ricoperta di velluto dei colori del drappo, alternati con bullette argentate poste a spirale. Nella freccia sarà rappresentato Io stemma del Comune e sul lembo inciso il nome. Cravatta con nastri tricolorati dai colori nazionali frangiati d'argento. 19 febbraio 1986                                                                                      |                                                                             |
|        | Granze D'argento, alla spiga di frumento, fogliata di quattro, posta in palo, al naturale; alla bordatura d'azzurro. Ornamenti esteriori da Comune. Gonfalone: drappo trinciato d'azzurro e di bianco… D.P.R. del 6 aprile 1987 |                                                                             |
|        | Legnaro Troncato: nel 1° d'azzurro, alla volpe al naturale, passante sulla troncatura; nel 2° di verde, al tronco d'albero sradicato di rosso. Ornamenti esteriori da Comune, Gonfalone: drappo d'azzurro… R.D. del 17 aprile 1930, RR.LL.PP. del 4 febbraio 1932 |                                                                             |
|        | Limena Di rosso, al leopardo illeonito, d'oro, macchiato di nero, afferrante con la zampa anteriore destra lo scudetto scaccato di rosso e di argento, di quindici pezzi e di cinque tiri. Ornamenti esteriori da Comune. D.P.R. del 16 gennaio 1995 Gonfalone: drappo troncato di bianco e di giallo… D.P.R. del 16 gennaio 1995 |                                                                             |
|        | Loreggia Di azzurro, alla banda ondata di argento, passante dietro tre spighe di grano fruttate e fogliate d'oro, ed un grappolo di uva nera pampinata a sinistra, di un pezzo. Ornamenti esteriori del Comune di Loreggia Gonfalone: drappo di colore azzurro riccamente ornato di ricami d'argento e caricato dallo stemma sopradescritto con l'iscrizione centrata in argento "Comune di Loreggia". 5 luglio 1952 |                                                                             |
|        | Lozzo Atestino D'azzurro, alla torre di due palchi, d'argento, merlata alla guelfa, murata di nero, il primo palco merlato di quattro, aperto e finestrato di due in fascia, del campo, il secondo palco merlato di tre e finestrato di uno, del campo, essa torre sostenuta dai leoni d'oro, coronati dello stesso, e fondata sulla campagna di verde. Ornamenti esteriori da Comune. Gonfalone: drappo interzato in fascia, nel primo e nel terzo di giallo, nel secondo di verde… D.P.R. 25 settembre 1989 |                                                                             |
|        | Maserà di Padova Semipartito troncato: nel primo d'azzurro, alla croce del Calvario d'argento; nel secondo di verde, al gallo d'oro, crestato e bargigliato di rosso; nel terzo di rosso, alla ruota dentata d'oro. Ornamenti esteriori del Comune Gonfalone: drappo troncato, di rosso e d'azzurro, riccamente ornato di ricami d'argento e caricato dello stemma sopra descritto con la iscrizione, centrata, in argento: Comune di Maserà di Padova. 22 agosto 1972 |                                                                             |
|        | Masi D'azzurro, alla riviera dello stesso, accompagnata dal monte di tre vette, d'argento, fondato sulla riviera, e, in punta, dalla pianura di verde; sul tutto, attraversante, il castello di rosso, fondato nel mezzo della riviera, chiuso, finestrato e murato di nero, merlato di dieci alla guelfa, munito di due torri, quella di destra merlata alla guelfa di tre, quella di sinistra più elevata, di due palchi, merlati alla guelfa di tre. Gonfalone: drappo partito di azzurro e di rosso riccamente ornato di ricami d'argento e caricato dello stemma sopra descritto con la iscrizione centrata in argento: Comune di Masi. D.P.R. del 4 ottobre 1984 |                                                                             |
|        | Massanzago Partito: nel primo d'azzurro, alla fascia d'oro; nel secondo troncato dalla fascia ondata d'argento, nel primo di rosso, alla stella di otto raggi d'argento, nel secondo di verde, alla croce d'argento, ripiena di rosso. Ornamenti esteriori da Comune. Gonfalone: drappo di bianco… D.P.R. del 12 giugno 1984 |                                                                             |
|        | Megliadino San Fidenzio (dal 2018 fa parte del comune di Borgo Veneto) Di rosso, a due spade romane, decussate d'argento, accompagnate da quattro bisanti dello stesso. Ornamenti esteriori da Comune. R.D. del 21 gennaio 1929, RR.LL.PP. del 18 luglio 1930 Gonfalone: drappo d'azzurro… R.D. del 21 gennaio 1929, RR.LL.PP. del 18 luglio 1930 |                                                                             |
|        | Megliadino San Vitale Di rosso, alla fascia d'argento, attraversata da una spiga di grano, fruttata e fogliata al naturale, posta in palo; alla bordura d'azzurro. Ornamenti esteriori da Comune. Gonfalone: drappo troncato di rosso e d'azzurro… D.P.R. del 1º dicembre 1952 |                                                                             |
|        | Merlara D'argento, a due merli affrontati, di nero, piotati ed imbeccati di rosso. Ornamenti esteriori da Comune. R.D. del 10 agosto 1928, RR.LL.PP. del 21 gennaio 1929 Gonfalone: drappo di bianco, ad una fascia di nero… D.P.R. del 15 dicembre 1981 | Gonfalone utilizzato dal comune Gonfalone secondo il decreto di concessione |
|        | Mestrino Troncato: nel primo di verde, a tre cippi miliari numerati d'argento; nel secondo d'azzurro, alla torre al naturale. R.D. del 10 aprile 1930, RR.LL.PP. dell'11 gennaio 1932 Gonfalone: drappo troncato di verde e d'azzurro riccamente ornato di ricami d'argento e caricato dello stemma comunale con l'iscrizione centrata in argento: Comune di MESTRINO. D.P.R. del 30 maggio 1953 |                                                                             |
|        | Monselice D'azzurro, al monte di verde, circondato da tre cinte di mura di rosso, merlate alla ghibellina, ciascuna aperta di nero, con portale d'argento e munita di due torrioni disposti verso i fianchi dello stesso scudo, merlati di tre, la cinta più elevata munita anche di un torrione centrale. D.P.R. del 7 giugno 1960 Gonfalone: drappo partito di rosso e di bianco, riccamente ornato di ricami d'oro e caricato dello stemma civico con l'iscrizione centrata in oro: CITTÀ DI MONSELICE. D.P.R. dell'11 novembre 1960 |                                                                             |
|        | Montagnana Troncato semitroncato; il primo d'argento, al leone di S. Marco Evangelista di rosso; il secondo: a) di rosso, ad un quartiere troncato d'oro e d'azzurro, caricato di una stella di otto raggi dell'uno all'altro; b) di nero. Ornamenti esteriori da Città. Gonfalone: drappo troncato, di rosso e di nero riccamente ornato di ricami d'oro e caricato dello stemma sopra descritto con la iscrizione centrata in oro: Comune di Montagnana. D.P.R. del 4 maggio 1964 |                                                                             |
|        | Montegrotto Terme D'azzurro, a due chiavi decussate d'oro, accompagnate in punta da un monte d'argento. R.D. del 20 marzo 1927, RR.LL.PP. del 5 agosto 1927 Gonfalone: drappo formato da tre fasce poste una sopra le altre; la prima in alto d'azzurro, la seconda di giallo, la terza di bianco… |                                                                             |
|        | Noventa Padovana D'argento, alla fascia di verde, carica di un edificio d'argento, costituito da un corpo centrale, scalinato, esastilo, aperto di tre e finestrato di tre, con frontone sormontato da cinque statue, quattro laterali (2-2) ed una centrale, e da due corpi laterali finestrati su tre file di quattro, la fila centrale a finestre più alte; la fascia accompagnata in capo da una ruota di rosso, dentata a coda di rondine, e in punta da un fiume fluttuoso al naturale. Ornamenti esteriori da Comune. D.P.R. del 2 settembre 1959 Gonfalone: drappo di bianco… |                                                                             |
|        | Ospedaletto Euganeo D'azzurro, a tre monti di verde, sorgenti da un fiume d'argento, accompagnati in capo da una croce greca pure d'argento. R.D. del 27 febbraio 1927, RR.LL.PP. del 7 luglio 1927 Gonfalone: drappo d'azzurro… D.P.R. dell'8 settembre 1983 |                                                                             |
|        | Padova D'argento, alla croce di rosso. Corona: d'oro gemmata di otto fioroni (cinque visibili). D.C.G. del 22 agosto 1941 Gonfalone: drappo di bianco alla croce di rosso, ornato di volute alternate di fogliami d'oro, terminante nel basso con cinque liste, di cui la mediana di rosso e le altre quattro laterali di bianco cariche delle volute suddette, bordate e frangiate d'oro. Il drappo sarà appeso ad un'asta orizzontale e sostenuta da cordoni d'oro ad un'altra verticale, ambedue le aste foderate di velluto rosso con bullette dorate poste a spirale. L'asta verticale sarà cimata da una sfera armillare dorata di tre cerchi disposti in forma di croce. D.C.G. del 22 agosto 1941 |                                                                             |
|        | Pernumia Troncato: sopra d'azzurro, al castello d'argento, aperto, torricellato di tre pezzi merlati alla guelfa e finestrato, il mediano più alto di due, gli altri di uno del campo; sotto di rosso, al tripode antico, fiameggiato di cinque pezzi, il tutto d'oro. Ornamenti esteriori da Comune. Gonfalone: In forma di gonfalone, di bianco, riproducente lo stemma stesso… R.D. del 3 aprile 1926, RR.LL.PP. del 24 ottobre 1926 |                                                                             |
|        | Piacenza d'Adige Di rosso, al leone d'oro, alla banda d'azzurro, attraversante. Ornamenti esteriori da Comune. Gonfalone: drappo partito di giallo e di rosso… D.P.R. del 6 giugno 1966 |                                                                             |
|        | Piazzola sul Brenta Inquartato: il primo ed il quarto d'oro, all'aquila d'argento dal volo spiegato; il secondo ed il terzo di verde, al giglio d'oro. Ornamenti esteriori da Comune. Gonfalone: drappo partito di giallo e di verde… D.P.R. del 27 giugno 1962 |                                                                             |
|        | Piombino Dese Di rosso, alla fascia diminuita d'oro, accompagnata in capo dalla quercia al naturale, nodrita sulla fascia, e dai piombini o alcioni, affrontati, allumati d'argento, al naturale, e in punta dalla stella di otto raggi d'oro. Ornamenti esteriori da Comune. Gonfalone: drappo di bianco… D.P.R. del 12 giugno 1984 |                                                                             |
|        | Piove di Sacco D'argento, alla figura di San Martino a cavallo in atto di cedere parte del suo mantello al povero ignudo, il tutto al naturale, su pianura di verde. Ornamenti esteriori da Città. D.P.C.M. del 19 gennaio 1953 (in sostituzione D.C.G. del 24 febbraio 1938) Gonfalone: drappo di bianco bordato di rosso… R.D. del 12 maggio 1942 |                                                                             |
|        | Polverara Di argento, alla gallina al naturale, avente ai piedi un ramoscello di verde. Ornamenti esteriori da comune. Gonfalone: drappo di colore bianco riccamente ornato di ricami d'argento e caricato dello stemma sopradescritto con l'iscrizione centra in argento: COMUNE DI POLVERARA. D.P.R. del 14 giugno 1953 |                                                                             |
|        | Ponso Inquartato: nel primo, di verde, allo scaglione diminuito e scorciato, d'oro, accompagnato tra tre losanghe, dello stesso, due in capo ed una in punta; nel secondo e nel terzo, d'argento pieno; nel quarto, di verde, alle due spighe di frumento, d'oro, poste in decusse. Ornamenti esteriori da Comune. Gonfalone: drappo di giallo… D.P.R. del 25 marzo 1988 |                                                                             |
|        | Ponte San Nicolò Di rosso, al ponte in muratura di tre archi sulla riviera d'azzurro, accompagnato in capo da un giglio posto fra due stelle (6), il tutto d'oro. Ornamenti esteriori da Comune. Gonfalone: drappo di rosso alla fascia di giallo… D.P.R. del 14 marzo 1955 |                                                                             |
|        | Pontelongo Troncato: nel primo di cielo, al ponte di pietra, di una arcata, murato di nero, sopra la riviera d'azzurro, posto sulla divisione e sormontato dal capitello, cimato dalla crocetta e contenente la statua della Madonna, in piedi, vestita d'azzurro ed aureolata d'oro; nel secondo di rosso, alla ruota d'oro, raggiata e dentata di otto, attraversante le tre spighe di frumento dello stesso, poste in ventaglio, ed accompagnata nel canton sinistro del capo dalla stella di sei raggi d'argento. Ornamenti esteriori da Comune. Gonfalone: drappo d'azzurro caricato dello stemma comunale con l'iscrizione superiore in argento: "COMUNE DI PONTELONGO". |                                                                             |
|        | Pozzonovo D'azzurro, al pozzo all'antica di pietra, sormontato da una stella d'oro. R.D. del 27 febbraio 1927, RR.LL.PP. del 12 agosto 1927 Gonfalone: drappo d'azzurro ad una fascia d'argento… R.D. del 27 febbraio 1927, RR.LL.PP. del 12 agosto 1927 |                                                                             |
|        | Rovolon D'azzurro, a due rami di pruno spinoso e fogliato d'argento, posti in croce di Sant'Andrea. Ornamenti esteriori da Comune. R.D. del 13 marzo 1930, RR.LL.PP. del 10 dicembre 1931 Gonfalone: drappo di bianco alla bordatura d'azzurro… D.P.R. del 2 ottobre 1989 |                                                                             |
|        | Rubano D'argento, al semivolo spiegato sostenuto dall'artiglio, tutto di rosso, al grappolo di uva nera, posto nel cantone destro del capo. Ornamenti esteriori da Comune. Gonfalone: drappo tagliato di rosso e bianco riccamente ornatodi ricami d'argento e caricato dello stemma sopradescritto con l'iscrizione centrata in argento: "Comune di Rubano". D.P.R. del 25 settembre 1955 |                                                                             |
|        | Saccolongo D'argento, alla banda ondata d'azzurro, attraversata da una piroga d'oro, in fascia; il tutto abbassato da un capo di verde, caricato da un'olla di rosso, accostata ai lati da bisanti d'oro. Ornamenti esteriori da comune. Gonfalone: drappo inquartato di rosso e bianco, riccamente ornato di ricami d'argento e caricato dello Stemma sopra descritto con l'iscrizione centrata in argento "COMUNE DI SACCOLONGO". D.P.R. del 19 marzo 1979 |                                                                             |
|        | Saletto (dal 2018 fa parte del comune di Borgo Veneto) Campo di cielo, al salice al naturale, sulla terrazza di verde, bagnata da una riviera, pure al naturale. In punta un gladio romano, d'argento con l'elsa d'oro, posto in fascia attraversante. Ornamenti esteriori da Comune. Gonfalone: drappo di verde… R.D. del 21 ottobre 1937 |                                                                             |
|        | San Giorgio delle Pertiche Di azzurro, alla croce latina, di legno, piantata sopra un monte al naturale, zeppata di due alla base, accompagnata in capo dalla mitria d'argento, accostata da due bisanti d'oro. Ornamenti esteriori da Comune. Gonfalone: drappo d'azzurro… D.P.R. del 18 dicembre 1951 |                                                                             |
|        | San Giorgio in Bosco Di rosso, al S. Giorgio a cavallo nell'atto di uccidere il drapo, su terreno, accompagnato nel canton destro del capo da un albero di quercia, sradicato, il tutto al naturale. Ornamenti esteriori da Comune. Gonfalone: drappo di rosso… D.P.R. del 2 marzo 1954 |                                                                             |
|        | San Martino di Lupari Campo di cielo, alla quercia attraversata alla base dal lupo digrignante, movente dal cespuglio posto nel fianco sinistro dello scudo, e addestrata dal cacciatore vestito di pelli, nell'atto di colpire con la lancia posta in banda la bocca del lupo, il tutto al naturale, nodrito e movente dalla campagna di verde; all'orlo di rosso. Ornamenti esteriori da Comune. Gonfalone: drappo troncato di rosso e d'azzurro riccamente ornato di ricami d'argento e caricato dello stemma sopra descritto con la iscrizione centrata in argento: Comune di San Martino di Lupari. |                                                                             |
|        | San Pietro in Gu D'azzurro, alla fascia ondata d'argento, caricata delle due chiavi decussate d'oro. R.D. del 10 aprile 1927, RR.LL.PP. del 19 agosto 1927 Gonfalone: drappo troncato di bianco e d'azzurro… D.P.R. del 31 maggio 1985 |                                                                             |
|        | San Pietro Viminario Troncato: nel primo d'azzurro, alle due chiavi d'oro, in decusse, con le impugnature circolari e con gli ingegni in capo, accompagnate da due bisanti d'oro, ordinati in palo; nel secondo d'argento, al cespuglio di vimini al naturale, nodrito sullo scoglio al naturale che emerge dal mare d'azzurro, fluttuoso d'argento. Ornamenti esteriori da Comune. D.P.R. del 12 giugno 1984 Gonfalone: drappo partito d'azzurro e di bianco… D.P.R. del 12 giugno 1984 |                                                                             |
|        | Sant'Angelo di Piove di Sacco D'azzurro, a tre fasce: la prima d'argento, la seconda cucita di rosso, la terza d'argento. Ornamenti esteriori da Comune. DCG del 15 aprile 1929 Gonfalone: drappo di bianco… DPR del 13 aprile 1989 |                                                                             |
|        | Sant'Elena Inquartato: nel primo e nel quarto, d'argento, al monte di tre cime di verde, la cima centrale sostenente la croce latina al naturale, quelle laterali due alberi di verde fustati al naturale; nel secondo e nel terzo, di verde, a tre bande d'oro, con il capo d'azzurro, caricato dal fiore di quattro petali, d'oro, bottonato di rosso. Ornamenti esteriori da Comune D.P.R. del 10 gennaio 1985 Gonfalone: drappo inquartato di verde e di bianco… D.P.R. del 10 gennaio 1985 |                                                                             |
|        | Sant'Urbano Trinciato da una banda di verde: il primo d'azzurro, al leone di San Marco in maestà; il secondo d'argento, ad una spiga di grano in palo. Ornamenti esteriori da Comune Gonfalone: drappo bianco riccamente ornato di ricami d'argento e caricato dello stemma sopra descritto con l'iscrizione centrata in argento: Comune di Sant'Urbano 15 dicembre 1981 |                                                                             |
|        | Santa Giustina in Colle D'argento, a due fasce ondate d'azzurro, attraversate dalla torre quadrata, diruta, di rosso, chiusa, finestrata, murata di nero, posta di tre quarti, fondata sopra la collina erbosa, di verde; al capo d'argento, alla croce di rosso. Ornamenti esteriori da Comune Gonfalone: drappo partito di bianco e di rosso… D.P.R. 27 ottobre 1983 |                                                                             |
|        | Santa Margherita d'Adige (dal 2018 fa parte del comune di Borgo Veneto) Troncato: nel 1° d'argento, alla mano appalmata posta in palo; nel 2° di rosso, all'urna cineraria di argento. Ornamenti esteriori da Comune. Gonfalone: drappo di bianco… R.D. del 21 febbraio 1929, RR.LL.PP. del 27 maggio 1929 |                                                                             |
|        | Saonara D'azzurro, alla fascia di rosso, caricata di tre gigli d'oro, accompagnata in capo da un albero frondoso al naturale, nascente dalla fascia, ed in una punta da un rastrello al naturale, posto in sbarra. Ornamenti esteriori da Comune R.D. dell'8 aprile 1940 Gonfalone: drappo d'azzurro… |                                                                             |
|        | Selvazzano Dentro Di verde erboso, all'ara marmorea di bianco al naturale, fondata in ombilico, rettangolare, munita di tre gradini, ardente della fiamma di cinque punte di rosso, caricata della scritta JANUS in lettere capitali romane d'oro, accompagnata da otto alberi al naturale, nodriti nella parte superiore del campo, attraversanti; al capo d'azzurro. Ornamenti esteriori da Comune. Gonfalone: drappo d'azzurro… |                                                                             |
|        | Solesino D'azzurro, alla torre quadrata al naturale, aperta e finestrata del campo, fondata sulla pianura di verde, caricata di una fascia ondata di argento; la torre accostata da due alberi al naturale. Ornamenti esteriori da Comune. R.D. del 7 marzo 1929, RR.LL.PP. del 18 luglio 1930 Gonfalone: drappo d'azzurro… |                                                                             |
|        | Stanghella Di verde, al palo ondato d'argento, con la fascia di rosso attraversante; alla punta, di rosso caricata di una ruota di Santa Caterina, d'oro. Ornamenti esteriori da Comune. R.D. del 9 febbraio 1930, RR.LL.PP. del 3 dicembre 1931 Gonfalone: drappo troncato di rosso e di bianco… D.P.R. dell'8 gennaio 1979 |                                                                             |
|        | Teolo D'azzurro, alla colomba d'argento, recante nel becco il ramoscello di olivo di verde, posto in sbarra, e posata sulla campagna erbosa di verde. Ornamenti esteriori da Comune. D.P.R. del 24 novembre 1983 Gonfalone: drappo d'azzurro… |                                                                             |
|        | Terrassa Padovana D'azzurro, alla banda d'argento, caricata delle parole cucite d'oro "Terra Arsa". Ornamenti esteriori da Comune. D.C.G. del 9 dicembre 1936 Gonfalone: drappo partito di bianco e d'azzurro… D.P.R. del 12 ottobre 1985 |                                                                             |
|        | Tombolo Campo di cielo, all'albero nodrito al naturale, piantato sopra una montagnola di verde nascente dalla punta. L'albero è attraversato da una lista d'argento, caricata del motto in caratteri di nero: "Ars Atque Commercium". Ornamenti esteriori da Comune. D.P.R. dell'8 giugno 1967 Gonfalone: drappo d'azzurro… D.P.R. dell'8 giugno 1967 |                                                                             |
|        | Torreglia Partito: nel 1° d'azzurro, alla torre d'oro aperta e finestrata del campo, fondata sul mediano di tre monti d'argento; nel secondo di rosso (porpora), al toro furioso d'argento. Ornamenti esteriori da Comune. R.D. del 10 dicembre 1942 Gonfalone: drappo partito d'azzurro e di porpora… R.D. del 10 dicembre 1942 |                                                                             |
|        | Trebaseleghe Troncato: sopra di argento, al castello di rosso; sotto d'azzurro, a tre portici a tre vani, d'argento, posti uno sopra gli altri, quello di destra in sbarra, quello di sinistra in banda. Lo scudo sarà sormontato dalla speciale corona di Comune. R.D. del 27 maggio 1920, RR.LL.PP. del 25 novembre 1920 Gonfalone: drappo troncato d'azzurro e di bianco… D.P.R. del 9 febbraio 1983 |                                                                             |
|        | Tribano D'argento, alle tre torri di mattoni, al naturale, chiuse e finestrate di rosso, merlate alla guelfa di tre, allargate alla base, la torre centrale più alta e più larga, fondate sulla campagna di verde. Ornamenti esteriori da Comune. Gonfalone: drappo partito di rosso e di bianco… D.P.R. del 21 dicembre 1989 |                                                                             |
|        | Urbana Tagliato: nel primo di rosso, alla lettera V in carattere capitale quadrato romano d'oro; nel secondo di nero, al campanile molto ridotto in altezza, d'argento, munito di bifora e di quattro merli alla guelfa, murato e aperto del campo. Ornamenti esteriori da Comune. Gonfalone: drappo tagliato di giallo e di rosso… D.P.R. del 26 aprile 1984 |                                                                             |
|        | Veggiano Inquartato: il primo di rosso, a due spade d'argento, in decusse con la punta all'insù, con l'elsa d'oro; il secondo d'argento, alla banda di verde, caricata di una torre d'oro, aperta, finestrata e murata di nero, merlata di cinque alla guelfa ed emergente da un corso d'acqua d'azzurro, ondato d'argento; il terzo d'argento, ad una quercia al naturale, nodrita sulla campagna di verde; il quarto di rosso, al leone di San Marco d'oro. Ornamenti esteriori da Comune. Gonfalone: drappo partito di rosso e di bianco… D.P.R. del 31 luglio 1981 |                                                                             |
|        | Vescovana Di azzurro, al torrione di argento, murato di nero, merlato alla guelfa, con corpo centrale avanzato, chiuso e finestrato di nero, munito di fastigio a timpano, merlato di cinque, le parti laterali del torrione merlate ciascuna di tre; esso torrione sostenente la torricella centrale, di argento, murata e finestrata di nero, merlata alla guelfa di cinque. Ornamenti esteriori da Comune. Gonfalone: drappo troncato di azzurro e di bianco… D.P.R. del 4 febbraio 1993 |                                                                             |
|        | Vighizzolo d'Este D'argento, alla rotella d'azzurro, caricata del carro imbiancato di farina bianca al naturale, visto di profilo, bordato e munito di sei paletti di nero, con il timone a destra in fascia e le ruote in forma di stelle di cinque raggi d'oro, due visibili, la rotella circondata da volute alternate da fogliame cucito d'oro, guarnito di rosso. Ornamenti esteriori da Comune. Si tratta dello stemma in uso pur se non approvato ufficialmente Gonfalone: drappo partito di bianco e d'azzurro… Progetto del 1951 |                                                                             |
|        | Vigodarzere Inquartato: nel 1° d'azzurro, alla torre d'argento, murata di nero, aperta del campo, merlata alla guelfa, fondata sulla campagna di verde, attraversata da un fiume al naturale, ondato d'argento; nel 2° d'argento, a tre rose di rosso, ordinate 2-1; nel 3° d'argento, alla stella di rosso, raggiata di sei, circondata di altre 12 più piccole dello stesso; nel 4° fasciato d'oro e di rosso. Ornamenti esteriori da Comune. Gonfalone: drappo inquartato di rosso e di bianco… D.P.R. del 14 luglio 1975 |                                                                             |
|        | Vigonza Inquartato: nel primo e nel quarto fasciato d'oro e d'azzurro, di quattro pezzi; nel secondo e nel terzo di rosso, ad una ruota d'oro; sul tutto uno scudetto d'azzurro, caricato di un cippo marmoreo cuspidale fondato su una pianura di verde e caricato nella base del numero 1875 in cifre di nero. Ornamenti esteriori da Comune. D.P.R. dell'8 dicembre 1959 Gonfalone: drappo partito d'azzurro e di rosso… |                                                                             |
|        | Villa del Conte Inquartato: nel PRIMO, di verde, alle cinque spighe, d'oro, legate di rosso; nel SECONDO, di azzurro, alla croce di argento; nel TERZO, d'argento, alla croce di rosso; nel QUARTO, di verde, ai quattro bisanti d'oro, posti uno, due, uno. Ornamenti esteriori da Comune. Gonfalone: drappo d'azzurro… |                                                                             |
|        | Villa Estense D'azzurro, alla torre quadrata merlata d'argento, mattonata di nero, finestrata del campo, con una campana battagliata al naturale; capo d'oro, all'aquila dal volo spiegato di nero. Corona da Comune. Gonfalone: drappo rettangolare di stoffa bianca… R.D. del 13 ottobre 1927, RR.LL.PP. del 10 agosto 1928 |                                                                             |
|        | Villafranca Padovana Partito: nel primo troncato, cucito d'argento e d'oro, alla croce ancorata dall'uno all'altro, attraversante; nel secondo palato d'azzurro e d'argento, di sei pezzi; alla fascia del secondo attraversante. Ornamenti esteriori da Comune. RD del 25 febbraio 1935 Gonfalone: drappo interzato in palo di giallo, di bianco e d'azzurro… DPR del 25 luglio 1967 |                                                                             |
|        | Villanova di Camposampiero D'azzurro, alla fascia d'argento, accompagnata da tre stelle dello stesso, due in capo, una in punta. Ornamenti esteriori da Comune. Gonfalone: drappo troncato di bianco e d'azzurro… D.P.R. del 13 dicembre 1983 |                                                                             |
|        | Vo' Troncato: nel PRIMO, di argento, al grappolo d'uva, d'oro, pampinoso, di due, di verde, accompagnato da due spighe di grano, una e una, poste in palo, alla campagna diminuita d'azzurro; nel SECONDO, di rosso, alla banda diminuita, di argento. Ornamenti esteriori da Comune. Gonfalone: drappo di bianco… D.P.R. 27 aprile 1994 |                                                                             |